# ريان ستيوارت (لاعب كرة قدم أمريكية)
ريان ستيوارت (بالإنجليزية: Ryan Stewart)‏ هو لاعب كرة قدم أمريكية أمريكي، ولد في 30 سبتمبر 1973 في مونكس كورنر في الولايات المتحدة.

## وصلات خارجية
- ريان ستيوارت على موقع مرجع كرة القدم المحترفة.كوم (الإنجليزية)